# Kenji Baba
Kenji Baba (馬場 賢治 Baba Kenji?), född 7 juli 1985 i Kanagawa prefektur, är en japansk före detta fotbollsspelare.
Baba började sin karriär 2008 i Vissel Kobe. Efter Vissel Kobe spelade han för Shonan Bellmare, Mito HollyHock, Kamatamare Sanuki, Oita Trinita och FC Gifu. Han avslutade sin karriär med spel i Kagoshima United 2020.